# Sarah Riedel (Schauspielerin)
Sarah Riedel (* 4. November 1979 in West-Berlin) ist eine deutsche Synchronsprecherin, Dialogbuchautorin und Schauspielerin.

## Leben
Sarah Riedel ist die Tochter von Lutz Riedel und Marianne Groß, beide sind auch als Synchronsprecher tätig. Sie besuchte das Europäische Theaterinstitut Berlin, wo sie im Jahr 2003 ihren Abschluss als geprüfte Schauspielerin machte. Im Jahr darauf erhielt Sarah Riedel von der Filmförderungsanstalt ein Stipendium für das Lee Strasberg Theatre and Film Institute in New York. Neben ihrer Schauspielausbildung nahm sie privaten Gesangsunterricht, erst 1999 bei Margot Seiffert-Ebeling und von 2003 bis 2005 bei Andreas Talarowski, ebenfalls ein Lehrer aus Berlin.
Riedel hatte als Schauspielerin 2001 in dem Kinofilm Baader ihr Debüt. Sie wirkte in einigen Filmen sowie Serien mit, so hatte sie beispielsweise in der Comedy-Serie Die Dreisten Drei 2008 eine Gastrolle und war 2010 im Tatort: Bluthochzeit mit Klara Blum als Kommissarin zu sehen.
Als Synchronsprecherin übernahm sie beispielsweise die Rollen der Fee Flora aus dem Winx Club, dem Androiden-Mädchen Chachamaru aus Magister Negi Magi Negima!? sowie der mörderischen Prinzessin Arita aus dem Actiondrama-Anime Murder Princess. Zu hören ist sie auch in der Anime-Serie Air Gear als Yayoi Nakayama.
Zusätzlich ist sie auch als Sprecherin in verschiedenen Hörspielreihen zu hören.
So z. B. als Lara Tenner in Jan Tenner – Der neue Superheld, wo sie (angelehnt ans wirkliche Leben) die Tochter von Jan Tenner Sr. (Lutz Riedel) und Laura (Marianne Groß) spielt.
Neben fiktiven Charakteren lieh Sarah Riedel auch mehreren internationalen Schauspielerinnen ihre Stimme, so war sie die Standardstimme von Jaimie Alexander, welche in Kyle XY die Rolle der Jessie verkörperte. In einigen, bekannten Literaturverfilmungen war sie ebenfalls zu hören, so übernahm sie 2005 in Stolz und Vorurteil den Sprechpart von Carey Mulligan, 2009 in Zeiten des Aufruhrs von Zoe Kazan und in Unbeugsam – Defiance von Alexa Davalos. Auch Odette Annable (z. B.: Dr. House, Rush, Pure Genius), Claire Foy, Zoe Kazan, Felicity Jones, Katy Mixon (Mike & Molly und American Housewife) wurden von Riedel gesprochen.

## Filmografie (Auswahl)
- Baader – Regie: Christopher Roth
- Contemporary Crossing (Installation, Kurzfilm) – Regie: Peter Buechler
- Der Händler (Kurzfilm) – Regie: Nicolai Zeitler
- Die Dreisten Drei – Die Comedy-WG (Fernsehserie) – Regie: Stefan Lukschy
- Die Spezialisten: Kripo Rhein-Main (Fernsehserie) – Regie: Patrick Winczewski
- Gegenüber von Trost (Kurzfilm) – Regie: Laura Lackmann
- Ich packe meinen Koffer (Kurzfilm) – Regie: Laura Lackmann
- Junggesellin (Kurzfilm) – Regie: Anna Linke
- Spark (Kurzfilm) – Regie: Benjamin Cantu
- 2010: Tatort: Bluthochzeit (Fernsehreihe) – Regie: Patrick Winczewski
- 2016: Mängelexemplar (Kinofilm) – Regie: Laura Lackmann
- 2016: Die Stadt und die Macht – Regie: Friedemann Fromm
- 2022: SOKO Leipzig: Verrannt – Regie: Patrick Winczewski
- 2022: SOKO Stuttgart: Blutiger Protest – Regie: Patrick Winczewski

## Sprechrollen (Auswahl)
Odette Annable
- 2008: Cloverfield als Beth McIntyre
- 2011: The Double – Eiskaltes Duell als Natalie Geary
- 2012: Dr. House als Dr. Jessica Adams
- 2013: New Girl als Shane
- 2014: Brothers & Sisters als Annie
- 2015: Rush als Sarah Peterson

Jaimie Alexander
- 2007–2010: Kyle XY als Jessi
- 2010: Bones – Die Knochenjägerin als Molly Briggs
- 2010: CSI: Miami als Jenna York

Erin Cahill
- 2009: Grey’s Anatomy als Meg Shelley
- 2010: CSI: NY als Agent Pangle
- 2011: Beverly Hills Chihuahua 2 als Rachel Ashe

Katrina Law
- 2020: Hawaii Five-0 als Quinn Liu
- 2020: Magnum P.I. als Quinn Liu
- seit 2021: Navy CIS als Jessica Knight

Akeno Watanabe
- 2006: Magister Negi Magi Negima!? – als Chachamaru Karakuri
- 2006: Magister Negi Magi Negima!? Spring Special – als Chachamaru Karakuri

Gina Holden
- 2006: Butterfly Effect 2 als Amanda
- 2007: Aliens vs. Predator 2 als Carrie

Dichen Lachman
- 2009: Navy CIS: L.A. als Allison Pritchett
- 2011: Hawaii Five-0 als Amy Hanamoa

Katy Mixon
- 2012–2016: Mike & Molly als Victoria Flynn
- 2017–2019: American Housewife als Katie Otto

Felicity Jones
- 2014: Salting the Battlefield als Julianne Worwicker
- 2016: Inferno als Dr. Sienna Brooks

Claire Foy
- 2015: The Lady in the Van als Lois
- 2018: Solange ich atme als Diane

Miyuki Sawashiro
- 2022: Lupin III.: The Woman Called Fujiko Mine als Fujiko Mine
- 2023: Lupin III.: Part 6 als Fujiko Mine
- 2023: Lupin III. vs. Ein Supertrio – Cat's Eye als Fujiko Mine

### Filme
- 2000: Der Grinch – Lacey Kohl als Christina Whoterberry
- 2005: Akira – Mami Koyama als Kei
- 2006: Another Gay Movie – Joanna Leeds als Joanna Leeds
- 2006: Aquamarin – Die vernixte erste Liebe – Tammin Sursok als Marjorie
- 2007: Ein Pferd für Moondance – Mimi Gianopulos als Bella
- 2007: Zimmer 1408 – Alexandra Silber als jüngere Frau
- 2008: Bedtime Stories – Sarah Buxton als Hokey Pokey Woman #3
- 2008: Jumper – Kristen Stewart als Sophie
- 2008: Leg dich nicht mit Zohan an – Leslie Garza als Disco Girl
- 2008: Saw V – Laura Gordon als Ashley
- 2008: Speed Racer – Yu Nan als Horuko
- 2009: Disneys Eine Weihnachtsgeschichte – Fay Masterson als Martha Cratchit
- 2009: Hangover – Nathalie Fay als Lisa
- 2009: Julie & Julia – Casey Wilson als Regina
- 2009: Der Womanizer – Die Nacht der Ex-Freundinnen – Noureen DeWulf als Melanie
- 2009: (500) Days of Summer – Rachel Boston als Alison
- 2010: Burlesque – Julianne Hough als Georgia
- 2011: Monster High – Monsterkrass verliebt! – Erin Fitzgerald als C.A. Cupid
- 2013: Monster High – Scaris: Monsterstadt der Mode – Erin Fitzgerald als C.A. Cupid
- 2014: Winx Club – Das Geheimnis des Ozeans – Ilaria Latini als Flora
- 2016: Detektiv Conan – Das Verschwinden des Conan Edogawa – Ryōko Hirosue als Kanae Yamazaki
- 2020: Lady Business – Caroline Arapoglou als Brook
- 2021: Detektiv Conan: Das scharlachrote Alibi – Kotono Mitsuishi als Hidemi Hondo
- 2023: Detektiv Conan: Das schwarze U-Boot – Kotono Mitsuishi als Hidemi Hondo

### Serien
- 2004: Detektiv Conan – Megumi Hayashibara als Akako Koizumi
- 2005: Desperate Housewives – Marla Sokoloff als Claire
- 2005: Blue Water High – Tahyna Tozzi als Perry Lowe
- 2007: Air Gear – Rieko Yoshimoto als Yayoi Nakayama
- 2007–2008: Digimon Data Squad – Nanaho Katsuragi als Kudamon
- 2007–2015: Winx Club – Alejandra Reynoso als Flora (2. Stimme)
- 2008: Devil May Cry – Atsuko Tanaka als Trish
- 2008: Murder Princess – Romi Park als Meisterin Falis
- 2009: Ghost Whisperer – Stimmen aus dem Jenseits – Kaylee DeFer als Angie
- 2009: The Big Bang Theory – Valerie Azlynn als Alicia
- 2009: True Blood – Lizzy Caplan als Amy Burley
- 2010: Good Wife – Katharine Isabelle als Cindy Lewis
- 2010–2011: The L Word – Wenn Frauen Frauen lieben – Kate French als Niki Stevens
- 2010–2015: Skins – Hautnah – Lily Loveless als Naomi Campbell
- 2011: Castle – Jeanette Brox als Ayana Holder
- 2011: Glee – Eve als Grace Hitchens
- 2011: Grey’s Anatomy – Amber Benson als Corrine Henley
- 2013–2019: Ever After High – Erin Fitzgerald als C.A. Cupid
- 2016–2019: Shadowhunters – Alisha Wainwright als Maia Roberts
- 2016: Die Welt der Winx – Eileen Stevens als Flora
- 2018: Grimoire of Zero – Kaoro Satura als Zauberin
- 2017–2019: Seattle Firefighters – Die jungen Helden (Station 19) – Barrett Doss als Victoria Hughes
- 2017–2019: Marvel’s The Punisher – Floriana Lima als Krista Dumont
- 2018: The Flash – Miranda McDougall als Izzy/Clifford DeVoe
- 2019, 2022: Gentleman Jack – Gemma Whelan als Marian Lister
- 2020: Navy CIS: New Orleans – Ellen Adair als Karla Monroe
- 2021–2022: Mr. Mayor – für Vella Lovell als Mikaela Shaw
- 2022: Feria: Dunkles Licht – Sauce Ena als Estrella
- 2023: Machine – Die Kämpferin – Alysson Paradis als Jeanne Fremond
- seit 2023: Percy Jackson: Die Serie – Virginia Kull als Sally Jackson

## Auszeichnungen
- 2011: Ohrkanus in der Kategorie „Beste Nebenrolle“ im Hörspiel Lady Bedfort (Folge 17)